# David Wilkie (chirurgien)
Sir David Percival Dalbreck Wilkie (né le 5 novembre 1882 à Kirriemuir et mort le 28 août 1938 à Londres) est un chirurgien écossais, connu de ses amis et collègues sous le nom de DPD.
Il est parmi les premiers de la nouvelle génération de professeurs de chirurgie nommés à un âge relativement jeune pour développer la recherche chirurgicale et l'enseignement de premier cycle. À l'université d'Édimbourg, il crée un laboratoire de recherche chirurgicale dont sont issus plusieurs grands noms de la chirurgie britannique. Il est de ce fait considéré comme le père de la chirurgie universitaire du Royaume-Uni.

## Vie professionnelle
Wilkie est le deuxième fils de David Wilkie, un riche fabricant de jute et de son épouse Margaret Lawson Mill. Il fait ses études à l'académie d'Édimbourg de 1896 à 1899, puis étudie la médecine à l'université d'Édimbourg obtenant son doctorat en 1908.
Wilkie est initialement employé à partir de 1910 comme chirurgien à l'hôpital de Leith (en), dans la zone portuaire d’Édimbourg, et en 1912 il passe à la Royal Infirmary of Edinburgh (en), comme interne dans le service du Pr Harold Stiles (en).
Le 26 avril 1913, il est nommé chirurgien dans la Royal Naval Reserve. Pendant la Première Guerre mondiale, il sert sur le navire-hôpital St Margaret of Scotland, d'abord en Méditerranée puis à Salonique. Il est promu lieutenant commander à la fin de la guerre.
En 1924, il est nommé professeur de chirurgie à l'Université d'Édimbourg, à la place du Pr Alexis Thomson, et occupe ce poste jusqu'à sa mort en 1938. 
En 1925, il est élu membre de la Royal Society of Edinburgh : ses parrains sont James Lorrain Smith, Arthur Robertson Cushny (en), George Barger et David Murray Lyon (en).
En 1936, il est décoré du titre de Knight Bachelor et peut donc être appelé Sir. La même année, il est élu président de l'Association des chirurgiens de Grande-Bretagne et d'Irlande. Il est mort d'un cancer de l'estomac pendant un voyage à Londres le 28 août 1938, âgé seulement de 55 ans, et est enterré  au cimetière de Dean (en) à l'ouest d’Édimbourg.

## Vie personnelle
En juillet 1911, Wilkie épouse Charlotte Anne Erskine Middleton (décédée en 1939), fille du Dr James Middleton de Stow. Ils n'eurent pas d'enfants.
Il était l'ami de J. M. Barrie, l'auteur de Peter Pan, né dans le même village que lui.